# Зрубанці
Зру́банці — село в Україні, у Підвисоцькій сільській громаді Голованівського району Кіровоградської області, насправді не існує вже понад 10 років.

## Населення
Згідно з переписом УРСР 1989 року чисельність наявного населення села становила 18 осіб, з яких 8 чоловіків та 10 жінок.
За переписом населення України 2001 року в селі ніхто не мешкав.